# Derobrachus
Derobrachus là một chi bọ cánh cứng thuộc họ Cerambycidae. Chi có các loài sau:
- Derobrachus brevicollis Audinet-Serville, 1832
- Derobrachus forreri Bates, 1884
- Derobrachus geminatus LeConte, 1853
- Derobrachus leechi Chemsak & Linsley
- Derobrachus longicornis Bates, 1869
- Derobrachus sulcicornis LeConte, 1852

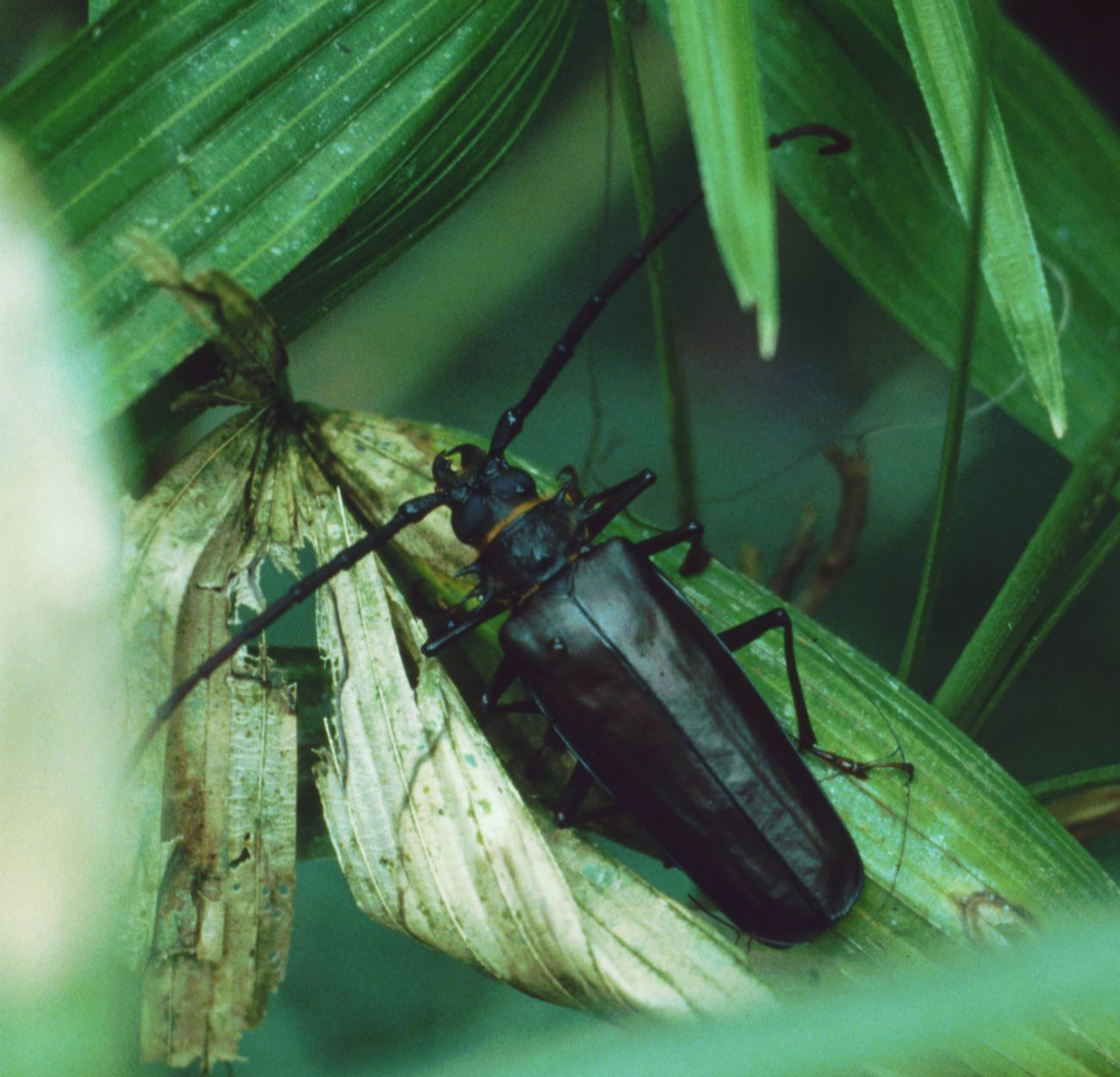
Derobrachus longicornis (Bates, 1872)
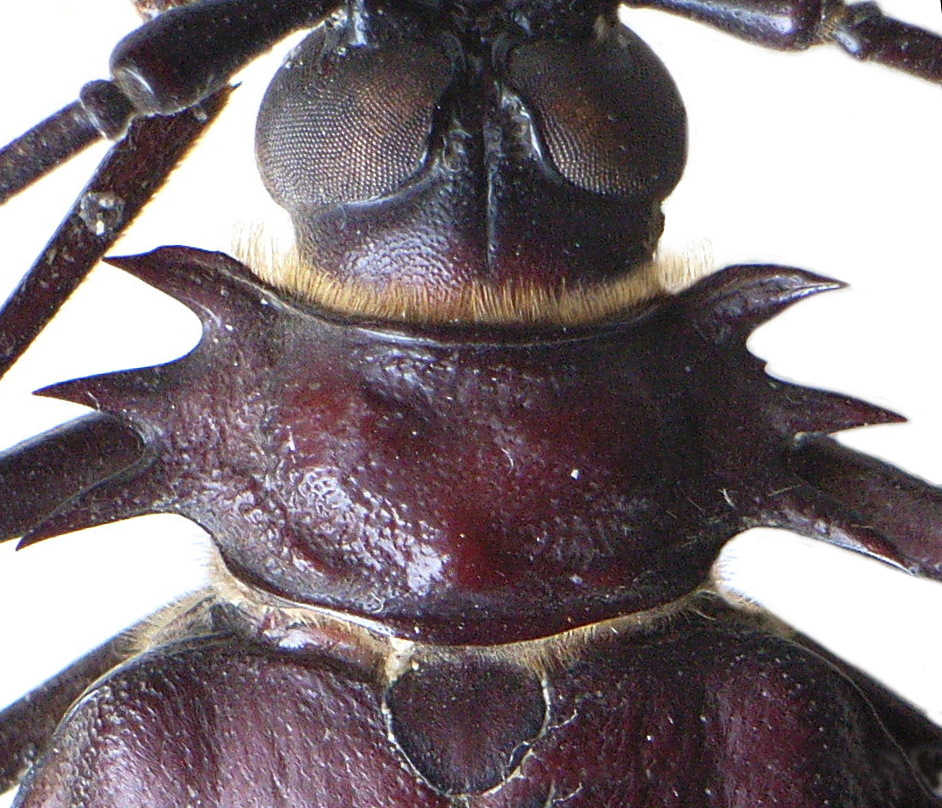
chi tiết
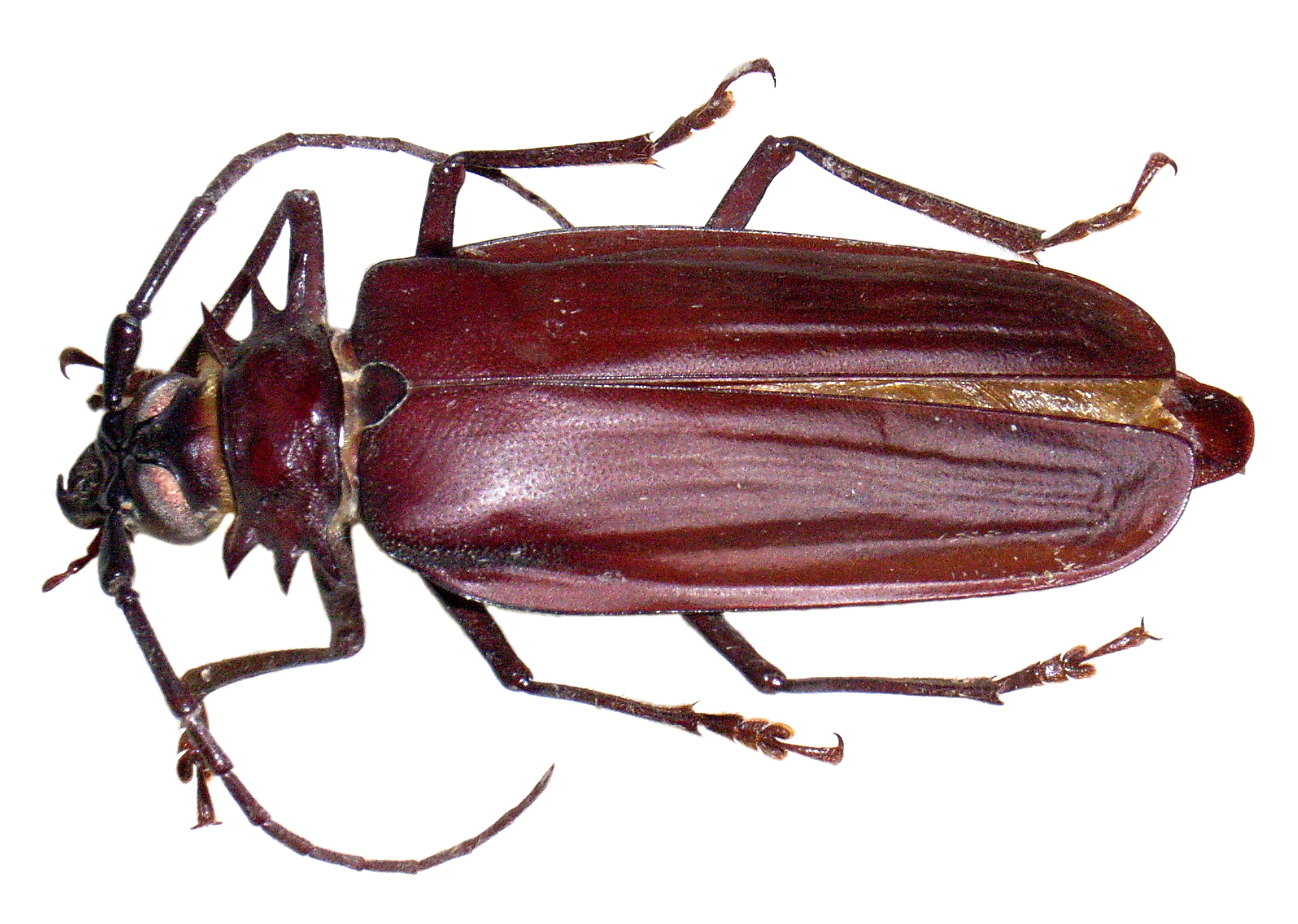
loài chưa xác định